# Lee Won-young
Đây là một tên người Triều Tiên, họ là Lee.
Lee Won-young (Hangul: 이원영; sinh ngày 13 tháng 3 năm 1981) là một cầu thủ bóng đá người Hàn Quốc hiện tại thi đấu cho Pattaya United ở Giải bóng đá Ngoại hạng Thái Lan. Năm 2013, anh đổi tên từ Lee Jung-ho thành Lee Won-young.
Anh từng thi đấu cho Pohang Steelers, Jeonbuk Hyundai Motors, Jeju United, đội bóng Ả Rập Xê Út Al-Ittifaq và đội tuyển Thái Pattaya United.
Anh liên quan đến Vụ việc cá cược bóng đá Hàn Quốc 2011, và sau đó anh chuyển đến câu lạc bộ Ả Rập Xê Út Al-Ittifaq mùa giải 2011-12. Tuy nhiên, anh được chứng minh vô tội và trở lại Busan IPark năm 2013.

## Thống kê sự nghiệp câu lạc bộ (Busan IPark)
Tính đến 5 tháng 11 năm 2016
| Thành tích câu lạc bộ | Thành tích câu lạc bộ | Thành tích câu lạc bộ | Giải vô địch | Giải vô địch | Cúp     | Cúp       | Cúp Liên đoàn | Cúp Liên đoàn | Tổng cộng | Tổng cộng |
| Mùa giải              | Câu lạc bộ            | Giải vô địch          | Số trận      | Bàn thắng    | Số trận | Bàn thắng | Số trận       | Bàn thắng     | Số trận   | Bàn thắng |
| Hàn Quốc              | Hàn Quốc              | Hàn Quốc              | Giải vô địch | Giải vô địch | Cúp KFA | Cúp KFA   | Cúp Liên đoàn | Cúp Liên đoàn | Tổng cộng | Tổng cộng |
| --------------------- | --------------------- | --------------------- | ------------ | ------------ | ------- | --------- | ------------- | ------------- | --------- | --------- |
| 2009                  | Busan IPark           | K League 1            | 18           | 2            | 0       | 0         | 7             | 1             | 25        | 3         |
| 2010                  | Busan IPark           | K League 1            | 22           | 0            | 0       | 0         | 5             | 1             | 27        | 1         |
| 2011                  | Busan IPark           | K League 1            | 12           | 2            | 0       | 0         | 2             | 0             | 14        | 2         |
| 2013                  | Busan IPark           | K League 1            | 32           | 2            | 1       | 1         | -             | -             | 33        | 3         |
| 2014                  | Busan IPark           | K League 1            | 14           | 0            | 2       | 0         | -             | -             | 16        | 0         |
| 2016                  | Busan IPark           | K League 2            | 24           | 2            | 3       | 1         | 0             | 0             | 27        | 3         |
| Tổng cộng sự nghiệp   | Tổng cộng sự nghiệp   | Tổng cộng sự nghiệp   | 122          | 8            | 6       | 2         | 14            | 2             | 142       | 12        |